# Kadajärv
Kadajärv är en sjö i Estland.   Den ligger i landskapet Valgamaa, i den södra delen av landet, 180 km söder om huvudstaden Tallinn. Kadajärv ligger 36 meter över havet.  I omgivningarna runt Kadajärv växer i huvudsak blandskog.